# وينفيلد سكوت هانكوك
وينفيلد سكوت هانكوك (بالإنجليزية: Winfield Scott Hancock) (14 فبراير 1824 - 9 فبراير 1886) ضابط في الجيش الأمريكي ومرشح الديمقراطيين لرئاسة الولايات المتحدة في 1880. خدم بتميز في الجيش أربعة عقود شملت الحرب الأمريكية المكسيكية وكجنرال اتحادي في الحرب الأهلية الأمريكية. تميز بقيادته الشخصية لحرب غتيسبرغ في 1863 حيث قال أحد المؤرخين إنه لم يسيطر جنرال اتحادي بقوة وجوده أكثر من هانكوك ووصفه آخر بأنه رعد جيش بوتاماك. استمرت خدمته في الجيش بعد الحرب الأهلية فاشترك في إعادة بناء الجنوب العسكرية وفي تواجد الجيش على الجبهة الغربية.
بسبب سمعته كجندي وإخلاصه لمبادئ الدستور المحافظة أصبح مرشح رئاسة. وقام الديمقراطيون لذلك بترشيحه للرئاسة في 1880 لكنه فشل أمام الجمهوري جيمس غارفيلد في أقل فرق في تصوتي شعبي في التاريخ الأمريكي.

## روابط خارجية
- وينفيلد سكوت هانكوك على موقع الموسوعة البريطانية (الإنجليزية)
- وينفيلد سكوت هانكوك على موقع إن إن دي بي (الإنجليزية)